# Olof Sörndal
Bengt Johan Olof Sörndal, född 2 november 1904 i Tjörnarps församling i dåvarande Kristianstads län, död 13 juli 1986 i Uppsala domkyrkoförsamling, var en svensk statsvetare och skolman.
Olof Sörndal var son till lantbrukaren Jöns Persson och Hanna Larsson. Han inledde akademiska studier vid Lunds Universitet 1922 och blev filosofie magister 1927, filosofie licentiat 1933, filosofie doktor och docent i statskunskap vid Lunds universitet 1937. Han var tillförordnad professor 1943–1944 och 1946. 1937-1938 gjorde han ett provår vid Högre Allmänna Läroverket i Lund.
Sörndal lämnade sedan den akademiska karriären och blev lektor vid högre allmänna läroverket i Falun 1 januari 1946 till 31 december 1947. Han blev rektor vid folkskoleseminariet i Kristianstad från den 1 januari 1948 och i Uppsala från 1956.
Han var ledamot i Lunds stadsfullmäktige 1943–1946. Han författade olika skrifter i ämnena kommunal förvaltning och statsförvaltning.
Olof Sörndal var från 1954 gift med Kerstin Karlsson (född 1923), dotter till arbetschefen Arvid Karlsson och Svea Ström.